# Bánh cuốn

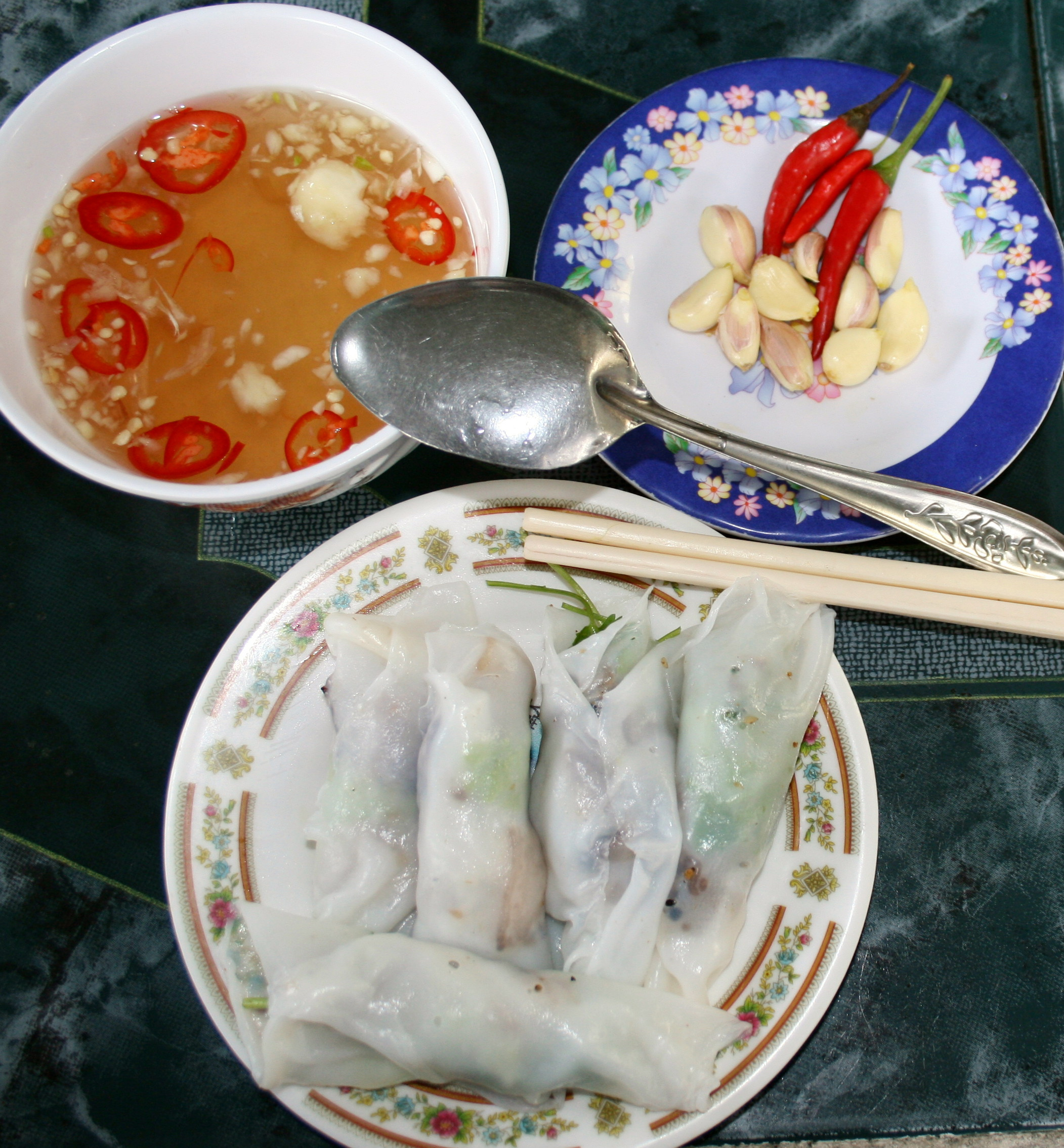
Plat de bánh cuốn.

Le bánh cuốn (« galette à la vapeur enroulée » en vietnamien) ou bánh ướt (« galette à la vapeur mouillée ») est un plat vietnamien. 

## Description
Il se présente comme une crêpe faite à base de farine de riz, enroulée et garnie, principalement avec de la viande de porc hachée et des champignons noirs. La différence entre ces deux spécialités est que le bánh cuốn est enroulé autour d'une farce, alors que le bánh ướt, qui peut aussi être présenté roulé, n'en contient pas. Le bánh cuốn est souvent arrosé de nước mắm (ou de sauce de poisson).
Dans la culture vietnamienne, ce plat est souvent mangé lors des changements de phases de la Lune. C'est-à-dire qu'à la pleine lune et la nouvelle lune, ce plat est souvent demandé pour le petit déjeuner et le déjeuner.
La préparation de la pâte est spéciale, car il faut la garder mouillée, ce qui est l'origine de son second nom. Ils suivent le même processus de production que celui de la galette de riz : une pâte de riz fluide est cuite à la vapeur. Après cuisson, on place la galette de riz épaisse obtenue sur un plateau huilé pour l'enrouler et la manipuler facilement.

## Bánh cuốn, spécialité du Nord
Le bánh cuốn de Hà Nội, est enroulé avec du hachis mélangé de porc cuit, de champignons oreille de Judas (en vietnamien : mộc nhĩ), d'ail et d'échalotes frits, de sucre et de poivre ; il est ensuite tranché en trois ou quatre morceaux. Ordinairement, on met six morceaux de bánh cuốn dans une assiette et on décore avec du persil, des feuilles de menthe et une pincée d'échalotes frites. Ce plat est accompagné d'une sauce indispensable, préparée avec du nước mắm, un peu d'eau, du sucre, du citron, de l'ail et un peu de piment haché, plus une goutte d'essence de cà cuống (« scorpion d'eau ») pour rehausser le tout.
Le plus connu est le bánh cuôn Hà Nội ; le plus populaire, sans garniture, est le bánh cuốn Thanh Trì. Il en existe d'autres, comme le bánh cuốn Phủ Lý (sans accompagnement), le bánh cuốn Hải Dương, le bánh cuốn Làng Kênh, qui sont servis avec soit des tranches de pâté de porc (en vietnamien : chả lụa), soit pâté de porc grillé saveur de cannelle (en vietnamien : chả quế) ou pâté de porc frit (en vietnamien : chả chiên).

## Bánh ướt, spécialité du Centre et du Sud

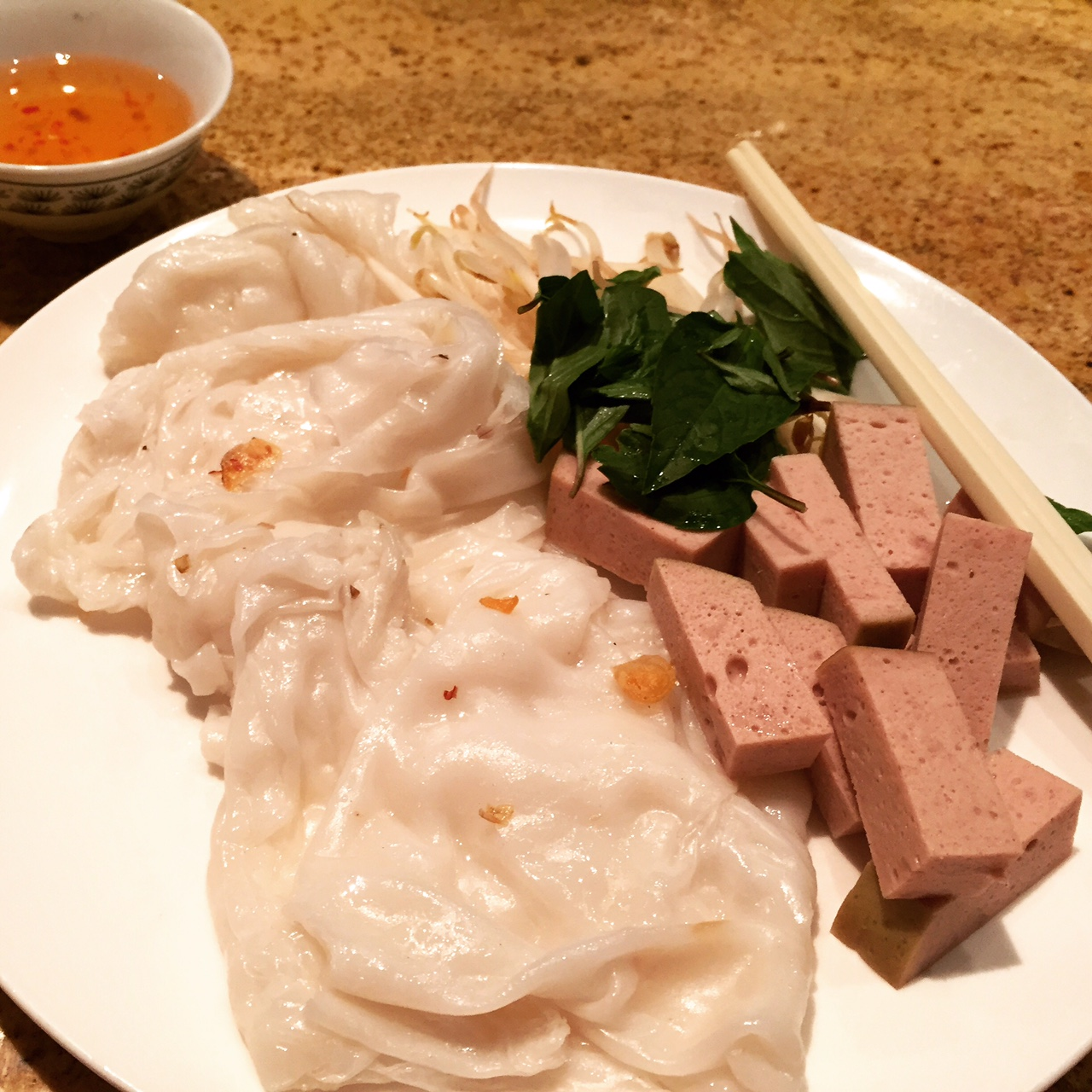
Bánh ướt servi avec de la mortadelle vietnamienne (chả lụa), des pousses de soja, du basilic thaï et de la sauce nuoc-mam.

À partir du Centre jusqu'au Sud, le préféré de tous est le bánh ướt « mouillé ». Les pièces de bánh ướt sont préparées de la même manière que pour le bánh cuốn. Elles sont disposées sur une assiette plate et enduites d'huile végétale et d'échalotes cuites pour éviter qu'elles n'adhèrent entre elles. Une portion de bánh ướt est constituée de cinq pièces.
Une portion de bánh ướt sur un plateau en bambou comprend une assiette de feuilles de laitue et d'herbes (menthe, coriandre), parfois des tranches de concombre et de carambole, des brochettes de porc grillé (en vietnamien : thịt nướng) et un bol de sauce de soja assez pâteuse (en vietnamien : tương đậu nành sềnh sệt), mélangée avec des cacahuètes écrasées, du sésame cuit, du sucre, de l'ail et des piments hachés. On met d'abord sur le bánh ướt une feuille de laitue et les herbes, des morceaux de porc grillé, on enroule le tout et on trempe dans la sauce de soja.
Le bánh ướt thịt nướng de Kim Long et le bánh ướt tôm chấy (saupoudré de rousong de crevette) sont des plats succulents, souvent recommandés aux touristes pendant les visites de l'ancienne capitale Huế.
Tandis que dans la banlieue de Nha Trang, sur la route nationale no 1, on trouve le bánh ướt de Diên Khánh, préparé simplement avec un peu d'échalotes frites, badigeonné d'une mince pâte de haricots mungo et saupoudré de très peu de rousong de crevette (en vietnamien : ruốc), qu'on mange avec de la sauce nước mắm, ou une sauce typique du Centre, la mắm nêm (une autre sauce de poisson fermenté).

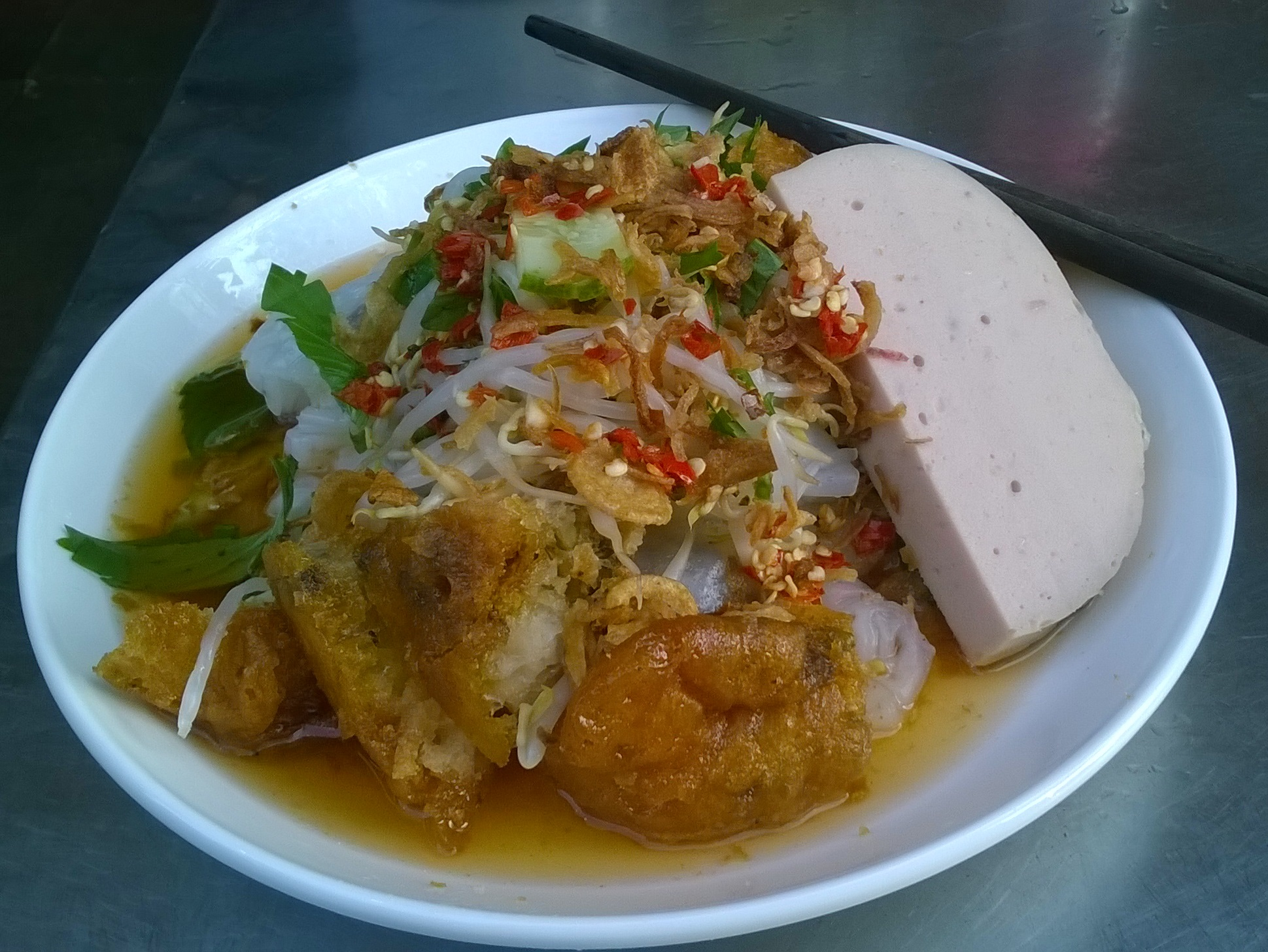
Bánh cuốn saïgonnais et les quarts de bánh cống.

Plus au sud, le bánh ướt varie encore. Les vendeurs ambulants servent aux clients, dans une assiette, le bánh ướt tranché en morceaux, du pâté de porc, ou quelques tranches de beignets de crevette (en vietnamien : bánh cống), ou bien des bouchées de porc fermenté (en vietnamien : nem chua) ou un mélange de tout (en vietnamien : thập cẩm) et on met par-dessus du hachis de feuilles de laitue et d'herbes (menthe, coriandre), un peu de pousses de soja, une pincée d'échalotes frites (en vietnamien : hành phi), mais pas de sauce. À la fin, on verse une louche de sauce nước mắm (bien préparée) sur ce plat, que les Sud-Vietnamiens ont l'habitude de consommer.
À Saïgon, il y existe de petits restaurants de bánh cuốn et bánh ướt très connus, comme le Bánh cuốn Tây Hồ de Dakao, le bánh cuốn et bánh ướt Hồng Hạnh (district 1), bánh cuốn Hải Nam (district 3), bánh cuốn Thiên Hương (district 10).[réf. nécessaire]
On peut déguster le bánh cuốn et le bánh ướt à tous les repas, en un mot toute la journée.